# زیردریایی کلاس یو-۴۳ (اتریش-مجارستان)
زیردریایی کلاس یو-۴۳ (اتریش-مجارستان) (به انگلیسی: U-43-class submarine (Austria-Hungary)) یک کلاس از زیردریایی است که طول آن ۱۱۸ فوت ۵ اینچ (۳۶٫۰۹ متر) می‌باشد.